# Убийство детей Крим
Убийство детей Крим (англ. Murder of Krim siblings) произошло 25 октября 2012 года в районе Верхний Вест-Сайд, боро Манхэттен, город Нью-Йорк, США.
Жертвы убийства — шестилетняя Люси («Лулу») и двухлетний Лео — дети Кевина Крима (руководящего сотрудника телеканала CNBC) и его супруги Марины (домохозяйки, в прошлом — воспитательницы детского сада), перебравшихся в Нью-Йорк из Сан-Франциско в 2010 году и снимавших жильё класса люкс за 10 000$ в месяц в апартаментах La Rochelle — здании довоенной постройки, расположенном на 75-й улице Манхэттена.
Убийцей детей оказалась их няня Йоселин Ортега (Yoselyn Ortega), натурализованная гражданка США родом из Доминиканской Республики.
В 2018 году Й. Ортега была приговорена к пожизненному лишению свободы.
Мотивы убийства остались до конца не выясненными: в качестве таковых рассматривались и недовольство убийцы отношением к себе со стороны семьи Крим (о чём говорила сама Ортега на первоначальных допросах в полиции, утверждая, что Кримы унижали её), и её зависть и злость по отношению к богатой семье (на этом мотиве настаивала сторона обвинения), и наличие у няни психического заболевания, не позволявшего ей отвечать за свои поступки (на чём настаивали адвокаты преступницы, но чему не было найдено подтверждения в ходе длительного судебного разбирательства).

## Предыстория
50-летняя (на момент преступления) Йоселин Ортега уже десять лет как являлась американской гражданкой и проживала в районе Гарлем вместе со своими сыном, сестрой Делчи и племянницей. В Соединённых Штатах Йоселин сменила много занятий. Последние два года она работала у семьи Кримов, помогая Марине воспитывать троих детей (помимо Люси и Лео, у Кримов также имелась средняя дочь Несси, которой в тот период было три года). Эту работу Йоселин нашла через одну из своих сестёр, Селию Ортегу, которая также работала няней ребёнка, посещавшего то же дошкольное учреждение, что и Люси. За свои услуги Й. Ортега получала 18$ в час. В совокупности, работая на Кримов, она зарабатывала до 500$ в неделю, а если убиралась в их квартире, то ещё 100$ дополнительно.
Ортега характеризовалась прессой, освещавшей процесс, как «компетентная, хотя ничем не примечательная няня», которая всё успевала, никогда не жаловалась на своё положение и не требовала повышения, носила униформу по своему выбору. При этом соседи Кримов, часто наблюдавшие няню, отмечали её «непроницаемое лицо» и полагали, что она «не была тёплым человеком». Сообщается, что отношения между работодателями и няней поначалу были хорошими, фактически Ортега была на положении члена семьи Кримов, которые даже гостили с ней на родине Йоселин на Рождество 2011 года. Кроме того, Кримы подарили Йоселин дорогую куртку, которой няня весьма гордилась. По свидетельству старшей сестры няни, Миладис Гарсии, Йоселин любила своих подопечных и заявляла, что теперь у неё четыре ребёнка (имея в виду троих детей Крим и своего собственного сына Хесуса).
Но впоследствии между семьёй и няней начались трения. Как Ортега заявляла уже после совершения преступления, Кримы настаивали, чтобы она, помимо заботы о детях, за дополнительную плату также убиралась в квартире и вела домашнее хозяйство, чего Йоселин делать не хотела, поскольку такая деятельность не согласовывалось с предписаниями её врача (от чистящих средств у Ортеги болела кожа на руках). По данным полиции, работодатели высказывали недовольство работой Йоселин в течение нескольких недель, предшествовавших убийству, и предупреждали няню, что ей придётся искать другое место, если она не повысит качество своего труда. В частности, Марине казалось, что Йоселин уделяет недостаточно времени общению с детьми, а также кормит их в отсутствие родителей нездоровой пищей. Из полицейских источников помимо этого известно, что в день накануне убийства Марина не ответила на слова «До свидания», произнесённые няней при прощании, что последнюю очень сильно разозлило.

## Преступление
25 октября 2012 г. примерно в 17 ч. 30 мин. по местному времени Марина Крим, забрав с занятий в бассейне среднюю дочь Несси, возвратилась домой. В квартире было тихо и царил полумрак, свет был везде выключен, создавалось впечатление, что никого дома нет. Обеспокоенная этим, Крим спустилась в холл дома и задала соответствующий вопрос швейцару, который уверил Марину, что Ортега с детьми недавно вернулись с прогулки, а потому должны быть дома. Марина с дочерью снова поднялись в квартиру, и тут Крим заметила, что из-под прикрытой двери ванной комнаты пробивается свет.
Открыв дверь в ванную, Марина увидела, что окровавленные Люси и Лео лежат одетыми в ванне (как будет установлено позже, Люси получила порядка 30 ножевых ранений, а Лео — 5), а рядом находится Йоселин с кухонным ножом в руке. Посмотрев на Марину, Йоселин, не произнеся ни слова, дважды ударила себя ножом в шею. Марина с Несси выбежала из квартиры с криком: «Моя няня убила моих детей!» Соседями и обслуживающим персоналом здания были вызваны полиция и скорая помощь. Согласно данным отдельных СМИ, Люси и Лео на время приезда скорой ещё дышали, их смерть была констатирована по прибытии в больницу. Марина и Несси были также доставлены в больницу, туда же приехал и отец семейства Кевин, которого известие о трагедии застало в аэропорту (в этот день он возвращался из командировки).
Йоселин, выжившую после нанесённых себе увечий, под охраной полиции направили в больницу, где погрузили в состояние медикаментозной комы и прооперировали. Позже, когда её состояние улучшилось, няня была допрошена полицейскими.

## Расследование и суд
Расследование дела с точки зрения установления факта самого преступления и лица, его совершившего, особых трудностей не вызывало: никаких сомнений, что убийство совершено Ортегой, не возникло (хотя сама подсудимая виновной себя не признала, не отрицая, однако же, что убийство совершено ею). Значительно более сложным и так до конца и не решённым оказался вопрос о мотивах, которыми руководствовалась Йоселин, совершая преступление.
При первоначальных полицейских допросах няня говорила, что была недовольна отношением к себе со стороны Кримов: «Они всегда указывали мне, что мне делать». На одном из допросов Ортега обронила фразу: «Марина знает, что произошло». Кроме того, няня также показала, что была зла на семью работодателей из-за постоянной нехватки денег; также ей не нравилось, что график её работы постоянно менялся, из-за чего она пропускала приёмы у врача.
Также выяснилось, что няня, со всей очевидностью, внутренне готовилась к совершению преступления: в день убийства, перед уходом на работу, она оставила своей сестре конверт, в котором находились личные документы Йоселин (паспорт, водительские права, банковские карты, страховое свидетельство, свидетельство социального обеспечения) и наличные деньги, а на дверь комнаты своего сына прикрепила бумажный пакет с памятными семейными вещами (фотографии, ювелирные украшения матери Йоселин).
В ноябре 2012 года Йоселин Ортеге было предъявлено обвинение. Судебный процесс длился более пяти лет, по делу было проведено приблизительно 90 судебных заседаний, причём адвокаты подсудимой неоднократно добивались отложения судебных заседаний. В ходе судебного разбирательства обвиняемая отвергла сделку с правосудием, которую предложил ей судья: 30 лет лишения свободы взамен признания Ортегой своей вины, что позволило бы Йоселин выйти на свободу в возрасте чуть более 80 лет.
На суде Йоселин давать какие-либо пояснения относительно обстоятельств и мотивов совершения инкриминируемого ей преступления отказалась, предоставив возможность защищать себя адвокатам.
Защита Ортеги выстроила свою стратегию на утверждении, что Йоселин больна психическим заболеванием, ввиду чего её следует не приговаривать к тюремному заключению, а направить на принудительное лечение. Адвокаты и приглашённая ими психиатр Карин Розенбаум пытались убедить присяжных и суд, что Ортега на протяжении долгого времени страдала галлюцинациями, слышала голоса (полагая их исходящими от дьявола), которые, в конечном итоге, и приказали ей совершить убийство. О психической неадекватности няни свидетельствовала и её сестра Делчи: по её показаниям, незадолго до дня убийства Йоселин бросала кастрюли и сковородки об пол и стены кухни их квартиры, чтобы заглушить голоса, которые звучали в её голове. Другая сестра убийцы, Миладис Гарсия, утверждала, что Йоселин, начиная с 2008 года, после самоубийства одного из друзей их семьи, стала жаловаться на галлюцинации, в ходе которых ей являлся некий «чёрный человек». С другой стороны, психотерапевт Томас Кэффри, у которого наблюдалась Ортега, также допрошенный в суде, показал, что никаких признаков психического расстройства он у пациентки не находил, однако отмечал тревожность и лёгкую депрессию. Исключил возможность психической болезни у Йоселин и допрошенный по предложению стороны обвинения психолог Али Хадиви, который полагал, что няня была подвержена «гневным атакам», что достаточно часто встречается у людей, пребывающих в депрессии, а состояние психоза пыталась симулировать. На суде выяснилось, что у Йоселин действительно были проблемы со здоровьем: в последние месяцы, предшествовавшие преступлению, она очень сильно похудела, выглядела утомлённой и «постаревшей на семь лет». Но, в конечном итоге, назначенная судом экспертиза не подтвердила наличия у няни такого психического заболевания на момент совершения ею преступления, которое позволило бы утверждать, что она не понимала, что совершает зло.
Сторона обвинения придерживалась версии, что причиной злодеяния няни была «определённая комбинация финансовых трудностей, обид на работодателя и материнской зависти», которую она испытывала к семье Кримов. Йоселин ещё на допросе в полиции призналась, что была зла на Кримов, поскольку была вынуждена много и тяжело работать, а денег всё равно не хватало. Разжиганию чувства зависти способствовали и семейные обстоятельства Ортеги: она перевезла в США из Доминиканской Республики своего 17-летнего сына по имени Хесус, который стал учиться в платной школе. Денег Йоселин на оплату учёбы сына не доставало, кроме того, незадолго до преступления ей с сыном пришлось покинуть квартиру в Бронксе, которую она подыскала на условиях субаренды, и вернуться в жилище сестры в Гарлеме. Йоселин, по свидетельствам её родных и друзей, отличала одержимость — «до паранойи» — благополучием своего сына. Она не любила, когда он без надобности выходил на улицу, заставила его бросить бейсбольную секцию, настаивала, чтобы он всякий раз прятался под кровать, когда собака на улице начинала лаять, а если Хесус играл на улице с друзьями в баскетбол, то Йоселин незаметно наблюдала за ним. Обвинение подчёркивало, что приезд Хесуса в США послужил для Ортеги триггером, усилившим её тревогу, депрессию, чувство вины и обиды.
18 апреля 2018 года жюри присяжных Верховного суда штата Нью-Йорк нашло Ортегу виновной в убийствах первой и второй степени. Решение было принято присяжными единогласно, хотя впоследствии один из присяжных сообщил прессе, что процесс принятия вердикта был непростым, «это не то решение, которое далось бы нам легко и просто».
14 мая 2018 года судья Грегори Карро вынес Йоселин Ортеге приговор: пожизненное лишение свободы без права на условно-досрочное освобождение. При этом судья охарактеризовал подсудимую как «чистое зло», отметив, однако, что психическое состояние Ортеги сыграло значительную роль в происшедшем.
На протяжении практически всего судебного разбирательства Ортега сохраняла хладнокровие, когда речь заходила об убитых детях, однако начинала плакать, когда вставал вопрос о незавидной участи самой подсудимой. После провозглашения приговора Йоселин произнесла по-испански: «Я очень сожалею обо всём, что случилось», и попросила прощения «у Бога, у Марины, у Кевина».

## Резонанс и последующие события
Убийство вызвало большой резонанс в печати и на интернет-ресурсах всего англоязычного мира, а также нашло отражение в специальной литературе, посвящённой вопросам профессиональной заботы о детях.
Оценивая реакцию прессы на убийство, отдельные авторы отмечают, что СМИ, используя заголовки наподобие «Няня-убийца», задали обсуждению преступления необъективный тон, напрочь игнорируя доводы о болезненном состоянии Ортеги и её перегрузках на работе. Мнения участников интернет-форумов разделились: кто-то выражал скорбь и сочувствие Кримам, другие настаивали на необходимости заключения официального трудового договора с нянями и уличали Марину Крим в жадности, третьи пеняли Кримам на то, что они не заметили признаков психического расстройства у няни. Некоторые использовали националистические стереотипы о «культуре мексиканцев (sic), основанной на крови и насилии» (несмотря даже на то, что Ортега — доминиканка).
Кевин и Марина Кримы в память о погибших Люси и Лео основали некоммерческий благотворительный фонд Lulu & Leo Fund, призванный помогать детям из неблагополучных семей осваивать программы творческого образования. Кроме того, у пары родилось ещё двое сыновей, их назвали Феликсом и Линусом.
Французская писательница Лейла Слимани по мотивам трагедии в семье Кримов написала роман «Chanson douce» (в русском переводе — «Идеальная няня»), удостоившийся Гонкуровской премии в 2016 году.